# George Ledyard Stebbins
George Ledyard Stebbins, Jr. (Lawrence, Nova Iorque, 6 de janeiro de 1906 — 19 de janeiro de 2000) foi um botânico e geneticista estadunidense.
É reconhecido como um dos mais importantes biólogos evolucionistas e botânicos do século XX. Stebbins recebeu o seu doutoramento (Ph.D.) em botânica, pela Universidade de Harvard, em 1931. Frequentou a Universidade da Califórnia onde conjuntamente com o trabalho de E. B. Babcock, sobre a evolução genética de espécies de plantas, levou-o a desenvolver uma síntese compreensiva de evolução das plantas baseada na genética.
A sua obra mais importante foi Variation and Evolution in Plants, que abordava a genética e a teoria da selecção natural de Darwin, com vista a descrever a especiação em plantas. Esta obra é vista como uma obra chave que formou o corpo da síntese evolutiva moderna e ainda fornece um enquadramento conceptual no que diz respeito à investigação em biologia evolutiva de plantas. De acordo com Ernst Mayr:
| “ | Poucos trabalhos posteriores, relacionados com a sistemática evolutiva das plantas, não foram profundamente afectados pelo trabalho de Stebbins | ” |

Stebbins também pesquisou e escreveu intensamente sobre o papel da hibridação e poliploidia na especiação e na evolução das plantas: o seu trabalho nesta área teve uma influência duradoura na investigação neste campo.
A partir de 1950, o papel de Stebbins foi fundamental no estabelecimento do Departamento de Genética da Universidade da Califórnia. Foi também activo em numerosas organização envolvidas na promoção da evolução e da ciência em geral. Foi eleito para a Academia Nacional de Ciências dos Estados Unidos da América (National Academy of Science) e foi condecorado com a Medalha Nacional de Ciência (National Medal of Science). Esteve envolvido no desenvolvimento de conteúdos programados relacionados com evolução, para escolas da região da Califórnia, assim como no desenvolvimento de programas de conservação de espécies raras daquele estado.

## Primeiros passos
Stebbins nasceu em St. Lawrence County, Nova Iorque. Era o mais novo de três irmãos. Os seus pais foram George Ledyard Stebbins, que desenvolvia trabalho na área financeira (ajudou a desenvolver Mount Desert, em Maine e a estabelecer o Parque Nacional de Acadia), e Edith Alden Candler Stebbins. Ambos eram naturais de Nova Iorque e frequentavam a Igreja Episcopal dos Estados Unidos da América. Stebbins era tratado pelo nome de Ledyard, para o distinguir do seu pai. A família encorajava o interesse dos filhos pelos temas de história natural durante as suas viagens a Seal Harbor. Em 1914, Edith contraiu tuberculose e a família Stebbins mudou-se da Santa Barbara, na Califórnia, para que pudesse ter melhoras. Na Califórnia, Stebbins entrou para o colégio Cate School, na cidade de Carpinteria. Após o fim da sua formação, optou por prosseguir os estudo na área de política, em Harvard. Já no terceiro ano do curso, decidiu embarcar na área da botânica.

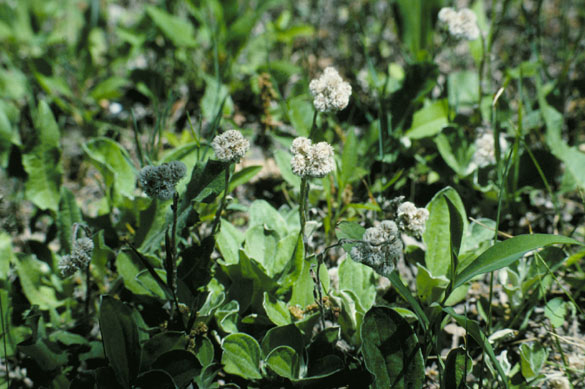
A espécie Antennaria pantaginifolia foi um dos organismos utilizados por Stebbins para a sua dissertação de doutoramento.

Stebbins iniciou os seus estudos universitários em Harvard no ano de 1928, trabalhando inicialmente na taxonomia de plantas com flor e em biogeografia (em particular da região de Nova Inglaterra), juntamente com Merritt Lyndon Fernald. Continuou os seus estudos graduados, tendo obtido o grau de Master of Arts, em 1929, e continuando o seu trabalho com vista ao Ph.D.. Começou a ter interesse em utilizar cromossomas para estudos taxonómicos, um método que Fernald não apoiava. Stebbins escolheu concentrar o seu trabalho doutoral na citologia dos processos reprodutivos no género Antennaria. O citologista E. C. Jeffrey e Fernald, ficaram como supervisores. Durante a candidatura ao doutoramento, Stebbins procurou os conselhos e o supervisionamento do geneticista Karl Sax. Sax identificou diversos erros no trabalho de Stebbins e não aprovou a sua interpretação dos resultados que, ainda que estivessem de acordo com a visão de Jeffrey, eram inconsistentes com o trabalho dos geneticistas contemporâneos. Jeffrey e Sax arguiram sobre a dissertação de Stebbins, tendo ela sofrido revisões por numerosas vezes para acomodar as suas diferentes visões.
O doutoramento de Stebbins foi concedido em Harvard, no ano de 1931. Em Março desse mesmo ano casou-se com Margaret Chamberlin, com quem teve três filhos. Em 1932, ocupou a posição de professor na Universidade de Colgate. Continuou então os seus estudos em citogenética, em particular os estudos genéticos em Antennaria, começando também a estudar o comportamento cromossómico em híbridos de Paeonia, cultivados pelo biólogo Percy Saunders. Saunders e Stebbins participaram, em 1932, no Congresso Internacional de genética, em Ithaca, Nova Iorque. Nesse congresso, o interesse de Stebbins voltou-se para as palestras de  Thomas Hunt Morgan e Barbara McClintock, que dissertaram sobre recombinação cromossómica. Stebbins reproduziu as experiências de  McClintock, no género Paeonia, tendo publicado posteriormente vários trabalhos sobre aspectos da citogenética deste género botânico. Estes trabalhos acabaram por estabelecer a sua reputação como geneticista.

## Universidade de Berkeley

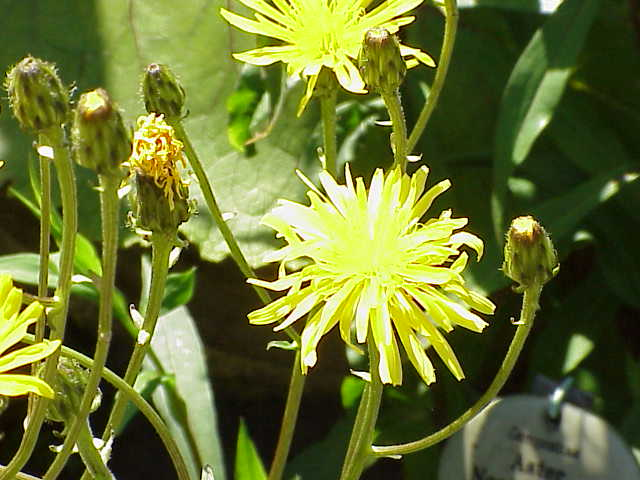
O importante trabalho de Stebbins e Babcock sobre a formação de espécies vegetais incidiu na poliploidia e especiação no género Crepis. C. sibirica, aqui mostrada, foi a espécie que ele examinou.

Em 1935, foi oferecido a Stebbins um lugar como investigador em genética na Universidade de Berkeley em apoio ao trabalho do geneticista E. B. Babcock. Babcock necessitava de assistência para um projecto financiado pela Fundação Rockefeller, com vista a caracterizar a genética e os processos evolutivos de plantas do género Crepis, estando também interessado em promover este género botânico num organismo modelo, possibilitando investigações genéticas similares às que já se faziam com a espécie Drosophila melanogaster. Tal como o género que Stebbins havia já estudado, o género Drosophila também apresentava hibridação frequente, poliploidia e podia produzir sementes sem fertilização (um processo chamado de apomixia). O trabalho conjunto de Stebbins e Babcock produziu inúmeros trabalhos apresentados em revistas científicas e duas monografias. A primeira monografia, publicada em 1937, teve como resultado a separação das espécies asiáticas do género Crepis para o género Youngia. A segunda, publicada em 1938, era intitulada The American Species of Crepis: their interrelationships and distribution as affected by polyploidy and apomixis (As espécies americanas de Crepis: as suas inter-relações e distribuições como resultado da poliploidia e apomixia).
Na monografia dedicada às espécies americanas de Crepis, Babcock e Stebbins descrevem o conceito de complexo poliploide e o seu papel no processo de evolução das plantas. Alguns géneros, como o citado atrás, têm um complexo de formas reprodutivas centradas em populações sexualmente diploides que poderão também originar populações poliploides. Babcock e Stebbins também observaram que formas alopoliploides que resultavam de duas espécies diferentes, tinham uma distribuição geográfica maior do que as formas diploides ou autotetraploides e propuseram que os poliploides formados através de hibridação teriam um potencial maior para explorar ambientes variados porque herdavam as características de ambos os progenitores. Também mostraram que a hibridação no complexo poliploide poderia fornecer um mecanismo de troca genética entre espécies poliploides que, de outra maneira, não poderiam se cruzar. Estas observações ofereceram uma perspectiva sobre a formação de espécies e sobre como estes complexos poderiam dar informação sobre a história/filogenia de um género botânico. Esta monografia foi descrita, pelo botânica sueco Åke Gustafsson, como um dos mais importantes trabalhos sobre o processo de formação de espécies, durante a época em que foi lançado.

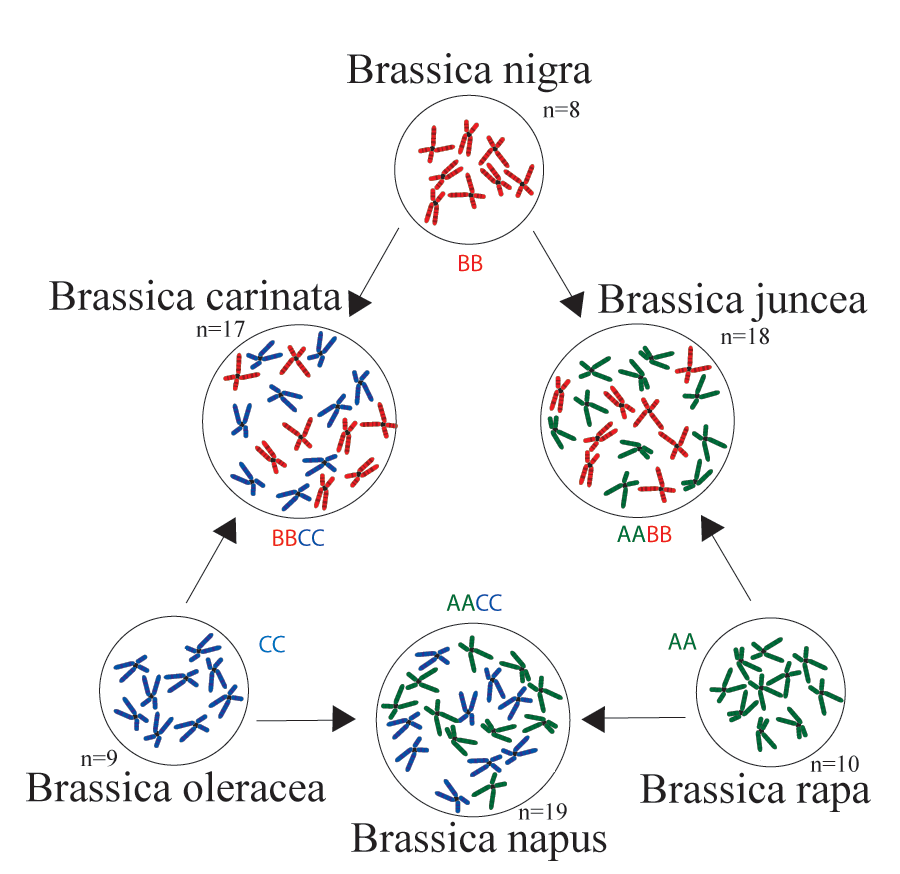
O Triângulo de U mostra como a hibridação e a poliploidia deram origem a novas espécies no género Brassica. Crmossomas de cada um dos genomas A, B e C são representados em diferentes cores. A figura mostra a origem das espécies AABB, AACC e BBCC, que têm cromossomas parentais AA, BB e CC

Num artigo publicado em 1940 na revista American Naturalist e denominado The significance of polyploidy in plant evolution, foi mostrada, a partir de trabalho efectuado em poliploides artificiais e em complexos poliploides selvagens, a importância da poliploidia no desenvolvimento de grandes e complexos géneros botânicos e de ampla distribuição geográfica. No entanto, olhando para a história de poliploidia em famílias de plantas, Stebins argumentou que a poliploidia era apenas comum em plantas herbáceas perenes e infrequente em plantas lenhosas e anuais. Os poliploides desempenhariam um papel conservativo na evolução uma vez que os problemas com a fertilidade preveniriam a aquisição e replicação de novo material genético que poderiam levar a uma nova linha de evolução. Este trabalho continuou com o artigo de 1947 denominado Types of polyploids: their classification and significance, onde era exposto um sistema detalhado de classificação dos poliploides e descrevia as ideias de Stebbins sobre o papel da poliploidia na evolução das angiospérmicas. Neste grupo botânico, Stebbins argumentava que o número de cromossomas seria uma ferramenta importante para a construção de filogenias. Os artigos aqui relatados tiveram grande influência e providenciaram as bases para o desenvolvimento de novos e mais aprofundados estudos acerca do papel da poliploidia na evolução.
Em 1939, com o apoio de Babcock, Stebbins tornou-se full professor no Departamento de Genética da Universidade de Berkeley, isto após a Departamento de Botânica ter falhado na sua promoção. Foi requerido que Stebbins leccionasse um curso sobre evolução e durante a preparação do mesmo, ficou entusiasmado com a pesquisa contemporânea que combinava genética e evolução. Ficou associado a um grupo denominado Bay Area Biosystematists (biossistematas de Bay Area), que incluía o botânico Jens Clausen, o taxonomista David D. Keck, o fisiologista William Hiesey e o geneticista evolucionário Theodosius Dobzhansky. Com o encorajamento deste grupo de cientistas, Stebbins direccionou a sua pesquisa para o ramo da evolução. Juntou-se, em 1946, à Sociedade para o Estudo da Evolução (Society for the Study of Evolution), sendo um dos poucos botânicos que estavam envolvidos com esta então nova organização.
A sua pesquisa sobre evolução das plantas também progrediu durante este período: trabalhou em genética de ervas de forragem, procurando por poliploidia e evolução em Poaceae, tendo publicado numerosos artigos sobre estes assuntos durante os anos 1940. Produziu uma planta herbácea, artificial e autotetraploide, a partir da espécie diploide Ehrharta erecta, através do uso de colchicina (agente duplicador de cromossomas). Teve sucesso em estabelecer essa planta no campo e, após 39 anos de pesquisa, demonstrou que o autotetraploide não era tão bem sucedido num ambiente estável como o seu progenitor diploide.

## Variation and Evolution in Plants
As comunicações orais de Jesup, na Universidade Columbia, foram o ponto de partida para muitos dos mais importantes trabalhos da síntese evolutiva moderna. Os apresentadores introduziram a conexão entre duas importantes descobertas
—as unidades de evolução (genes) e selecção natural como mecanismo primário da evolução. Em 1941, Edgar Anderson (cujo trabalho em hibridação no género Iris tinha interessado Stebbins desde a altura em que se tinham encontrado, em 1930) e Ernst Mayr co-apresentaram as séries de apresentações e Mayr, mais tarde, apresentou as comunicações como o livro  Systematics and the Origin of Species. Em 1946, Stebbins foi convidado, sob recomendação de Dobzhansky, para fazer as prestigiadas apresentações. As apresentações de Stebbins trouxeram para campo comum os então ramos separados ramos da genética, ecologia, sistemática, citologia e paleontologia. Em 1950, essas apresentações foram publicadas como Variation and Evolution in Plants, que provou ser um dos mais importantes livros de botânica do século XX. O livro trouxe a ciência botânica para o caminho da síntese evolutiva moderna, tendo ficado a fazer parte do cânone de trabalhos biológicos escritos entre 1936 e 1950 que formaram a síntese evolutiva moderna.
Variation and Evolution in Plants foi o primeiro livro a providenciar uma explicação abrangente sobre os mecanismos evolutivos que operam nas plantas a nível genético, dando origem também a um esquema conceptual que permitiu a organização de uma série de disciplinas num único campo de estudos: a biologia evolutiva vegetal. No livro, Stebbins argumentava que a evolução necessitava de ser estudada como um problema dinâmico e que deveria ser considerada em três níveis: o primeiro, a nível da variação genética individual, dentro de uma população; o segundo, a nível da distribuição e frequência dessa variação; o terceiro, a nível da separação e divergência de populações como resultado do aparecimento de mecanismo isoladores propiciantes à formação de espécies. Stebbins usou o trabalho dos biossistematas Clausen, Keck, Hiesey, e Turesson para demonstrar que era possível distinguir entre as variações genotípicas e fenotípicas (que plantas geneticamente idênticas poderiam ter diferentes fenótipos, em diferentes ambientes. Um dos capítulos do livro mais original utilizava o trabalho em citogenética de C. D. Darlington, para mostrar que sistemas genéticos tais como a hibridação e a poliploidia, eram também sujeitos a selecção.
O livro oferecia algumas hipóteses originais, mas Stebbins estava esperançado que ao sumarizar a pesquisa actual sobre evolução das plantas, o livro pudesse ajudar a abrir novos caminhos para um conhecimento mais aprofundado sobre problemas evolutivos e para uma pesquisa mais proveitosa com vista a se encontrar respostas para esses problemas. O livro efectivamente acabou com qualquer crença estabelecida sobre mecanismos evolutivos alternativos em plantas, como o lamarckismo e a soft inheritance (os
caracteres adquiridos de um indivíduo podem ser herdados), na altura ainda suportados por alguns botânicos. A seguir à publicação deste livro, Stebbins foi reconhecido como especialista na área da teoria evolucionista moderna e é creditado como fundador da biologia evolutiva vegetal. Variation and Evolution in Plants continua a ser amplamente citado na literatura botânica contemporânea, mais de 50 anos após a sua publicação.
Stebbins registou a sua contribuição para a síntese moderna como sendo a aplicação em botânica dos princípios genéticos já estabelecidos por outros cientistas. Nas suas palavras: "Eu não adicionei novos elementos [à síntese evolutiva moderna], para dizer a verdade. Apenas modifiquei coisas para que outras pessoas pudessem compreender melhor o funcionamento do mundo vegetal." 

## Universidade da Califórnia
Stebbins tomou um cargo na Universidade da Califórnia em 1950. Aí, tornou figura chave no estabelecimento do Departamento de Genética do referido estabelecimento de ensino. Foi o primeiro presidente desse departamento e ocupou essas funções de 1958 a 1963. Nesta universidade, o foco da sua pesquisa científica variou, com vista a incorporar novas áreas tais como a biologia do desenvolvimento e a genética em aspectos de produção agrícola, nomeadamente relacionados com a cevada. Continuou a publicar trabalhos científicos sobre evolução vegetal, a um ritmo elevado, escrevendo mais de 200 artigos e vários livros depois de 1950.
Stebbins e Edgar Anderson escreveram em artigo, em 1954, sobre a importância da hibridação em relação à adaptação a novos ambientes. Propunham que novas adaptações poderiam facilitar a invasão de novos habitats não utilizados previamente por ambos os progenitores e facilitar também a formação de espécies híbridas estáveis. A seguir à publicação deste artigo, Stebbins desenvolveu o primeiro modelo de radiação adaptativa. Propunha que um elevado grau de variabilidade genética era necessário para a ocorrência de passos evolutivos de relevância (devido às baixas taxas de mutação) e que a recombinação genética era a fonte mais provável para essa variação, que seria maximizada através da hibridação. Pesquisas então actualmente (2006) a ser desenvolvidas com vista a apurar se a hibridação é uma consequência acidental da evolução ou se é necessária para os processos de criação e evolução das espécies vegetais. Tem sido argumentado que os estudos contemporâneos fazem parte de uma linhagem intelectual que começou com o trabalho de Stebbins e Anderson.
Stebbins escreveu diversos livros durante o tempo em que permaneceu na Universidade da Califórnia. No seguimento de Variations and evolution, escreveu Flowering Plants: Evolution Above the Species Level, publicado em 1974 e baseado em apresentação dadas na Universidade de Harvard. Neste livro, Stebbins discute sobre biologia do desenvolvimento, genética e as origens das angiospérmicas. Discorre sobre o papel da radiação adaptativa na diversificação das angiospérmicas e sobre a utilidade de se aplicar o entendimento actual da genética e ecologia das espécies com vista a se ganhar conhecimento acerca da evolução de espécies ancestrais Também escreveu  Processes of Organic Evolution, The Basis of Progressive Evolution, Chromosomal Evolution in Plants e o livro de texto Evolution em conjunção com Dobzhansky, Francisco Ayala e James W. Valentine. O seu último livro, Darwin to DNA, Molecules to Humanity foi publicado em 1982.
Stebbins era um apaixonado no ensino da evolução, advogando, durante as décadas de 1960 e 1970, o ensino da evolução darwiniana em escolas públicas. Trabalhou de maneira próxima com a organização sem fins lucrativos denominada Biological Sciences Curriculum Study com vista ao desenvolvimento de currículos escolares baseados no tema da evolução, como parte do princípio unificador da Biologia. Também se opôs a grupos que advogavam o criacionismo científico. Stebbins era membro activo de numerosas organizações científicas, como por exemplo a International Union of Biological Sciences, a Western Society of Naturalists, a Botanical Society of America e a Society for the Study of Evolution. Também foi presidente da Associação Americana de Naturalistas (American Society of Naturalists). Foi eleito, em 1952, para a Academia Nacional de Ciências de Estados Unidos. Stebbins recebeu inúmeros prémios pela sua contribuição para a ciência: a National Medal of Science, a Medalha de Ouro da Sociedade lineana de Londres, a Medalha Addison Emery Verrill Medal do Museu de História Natural Peaboby e o John Frederick Lewis Award da Sociedade Filosófica Americana.
Stebbins teve um papel activo em temas de conservação na natureza, nomeadamente na Califórnia. No início da década de 1960, estabeleceu um ramo da California Native Plant Society, em Sacramento. Através da sociedade referida, criou um programa de saídas de campo com vista a incrementar o interesse em relação à flora nativa da Califórnia e a documentar plantas raras. Foi presidente desta sociedade durante 1966. A sociedade foi instrumental em prevenir a destruição de uma praia na península de Monterey. A essa zona, Stebbins dava o nome de Evolution Hill— a área é agora conhecida como S.F.B. Morse Botanical Area e é gerida pela instituição Del Monte Forest Foundation. Stebbins contribuiu para um livro de 1996 publicado pela sociedade e denominado California's Wild Gardens: A Living Legacy. Stebbins foi importante no estabelecimento de um inventário de plantas vasculares raras e endémicas da Califórnia (Inventory of Rare and Endangered Vascular Plants of California) pela Sociedade de Plantas Nativas da Califórnia (California Native Plant Society). Este inventário é ainda utilizado por instituições estatais e federais dos Estados unidos da América com vista a estabelecimento de políticas e medidas de conservação. Stebbins era também membro do Sierra Club.
Durante a estadia na Universidade da Califórnia, treinou mais de 30 estudantes graduados, nas áreas de genética, biologia do desenvolvimento e ciências agrícolas. Em 1973, deu as suas últimas lições na universidade, tendo se tornado professor emérito. Após a sua reforma e durante cerca de 20 anos viajou para muitos locais, visitou colegas e ensinou. O seu último artigo, A brief summary of my ideas on evolution, foi publicado em 1999, na revista American Journal of Botany. No mesmo ano, recebeu conjuntamente com Ernst Mayr, o prémio de serviços distintos do American Institute of Biological Sciences. Um colóquio foi realizado pela Academia Nacional de Ciências, em 2000, para comemorar os 50º aniversário da publicação de Variation and Evolution in Plants. Stebbins faleceu na sua casa em Davis, nesse mesmo ano, derivado de doença cancerígena. As suas cinzas foram espalhadas pela área protegida que também detém o seu nome (Stebbins Cold Canyon Reserve).

## Legado
Stebbins deixou um grande legado para o conhecimento científico e mais especificamente para a botânica, desenvolvendo a base intelectual com vista ao estudo das plantas, incluindo os modernos conceitos de espécie vegetal e especiação em plantas. As suas contribuições para a literatura sobre biologia evolutiva das plantas, em adição aos seus sete livros, incluem mais de 280 artigos em revistas científicas e capítulos de livros, uma compilação dos quais foi publicada em 2004: The Scientific Papers of G. Ledyard Stebbins (1929–2000) (ISBN 3-906166-15-5). 
Betty Smocovitis, historiadora de ciência que prepara uma completa biografia do cientista descreve a contribuição de Stebbins para a ciência da seguinte forma.
| “ | In science as in everything, small-scale synthesizers usually get credit from all constituent parties, but truly great synthesizers can fall between the cracks in the cycle of scientific credit. Ledyard Stebbins was in the latter category; neither fish nor fowl, he frequently failed to receive credit for work in some areas, usually at the hands of narrower colleagues. Few, however, have challenged his contributions to plant evolutionary biology, nor questioned his ability to synthesize disparate literature into a coherent framework. His ability to read quickly, recognize novel insights, digest new material, and then integrate the knowledge were the hallmarks of his scientific work style. He was a masterful synthesizer and master of the review essay or synthetic thought piece. | ” |

Em 1980, A Universidade da Califórnia (Davis), nomeou uma parcela de terreno com 2,33 km² próximo do Lago Berryessa (Califórnia) de Stebbins Cold Canyon Reserve em reconhecimento à sua contribuição para as ciências evolutivas e da conservação. Esta área de reserva natural faz parte de uma área de conservação maior, a University of California Natural Reserve System. A Universidade mantém um programa de graduação, estabelecido em celebração do nonagésimo aniversário do nascimento de Stebbins.

## Principais obras
- Variation and Evolution in Plants (1950)
- Processes of Organic Evolution (1966)
- The Basis of Progressive Evolution (1969)
- Chromosomal Evolution in Higher Plants (1971) (ISBN 0-7131-2287-0)
- Flowering Plants: Evolution Above the Species Level (1974) (ISBN 0-674-30685-6)
- Evolution (1977) with Dobzhansky, Ayala and Valentine
- Darwin to DNA, Molecules to Humanity (1982) (ISBN 0-7167-1331-4)